# Robert Barriot
Pour les articles homonymes, voir Barriot.
Robert Barriot, né à Châteauroux le 22 juillet 1898 et mort à Chezal-Benoît le 1er juillet 1970, est un peintre, plasticien, émailleur et sculpteur français.

## Biographie

### Enfance: 1898-1916
Robert Barriot est né le 22 juillet 1898 à Châteauroux (Indre). Son père Ernest, Gabriel, Emile  Barriot, employé à la préfecture, va devenir percepteur. Sa mère, Rose-Renée-Amélie Papiot, est décrite comme une aristocrate d’une grande beauté. 
Fils de notable, il est envoyé au lycée national de Châteauroux.
Au cours de ses études secondaires, Barriot a d'excellents professeurs de dessin. Ainsi, Jean Baptiste Bourda, élève d'Eugène Devéria, aura enseigné le dessin et la peinture à Bernard Naudin, Ernest Nivet, Jean Giraudoux et Albert Laprade. 
Dès 1914, Robert Barriot s’initie au modelage, au dessin et au pastel. Sa professeure, Odette Bourdin, va lui donner le goût des antiquités ;  il saura ainsi restaurer des statues dans les petites églises du Berry pendant la guerre.  On lui doit, par exemple, la restauration de statue de la Vierge miraculeuse de Cluis-Dessous, statue en marbre blanc du XIVe siècle, pèlerinage très fréquenté, sous le nom de Notre Dame de la Trinité.
Robert Barriot, dès l’âge de 12 ans, apprend le violon avec le comte de Gravelin. Il poursuivra avec l’ancien chef d’orchestre du Majestic City, célèbre parc d’attraction du 7e arrondissement de Paris de 1911 à 1927. Cet apprentissage de la musique lui sera utile : pour payer ses frais d’étudiant à Paris, il jouera dans des cours d’immeubles, dans de petits orchestres et donnera des leçons de violon.
En 1916, Louis Lumet, inspecteur des écoles d'art à Paris, lui conseille de tenter le concours de l’École nationale supérieure des arts décoratifs. À l’été 1917, à Crozant, il sera reçu dans la résidence de vacances d’Eugène Morand, directeur de l’École nationale supérieure des arts décoratifs.  
Il gardera, avant tout, le précepte du sculpteur Jean Baffier : « L’art ne s’apprend pas à l’école, toute recherche est personnelle[réf. nécessaire] ». 

### Les années Montparnasse: 1916-1938
Le Paris des années 1920-1930 était le centre de la littérature occidentale, des beaux-arts, de l’architecture, de la mode et des années folles. Il habite au 9, rue Campagne-Première, rue mythique. En 1917, Robert Barriot se présente au concours de l’École nationale supérieure des beaux-arts de Paris : il est admis dans l’atelier de Fernand Cormon.

#### La période Arts déco
Le Montparnasse des années 1920-1930 est riche en rencontres. L'appétit de Barriot pour les arts l’amènera à l’apprentissage et à la pratique de 24 métiers d’art.
Ses premières expositions aux Beaux-Arts de Paris et au Salon d'automne lui valurent les honneurs du jury et les premières récompenses. En 1920, il obtient le premier prix pour le décor du char du bal de la Horde.
Il travaille pour les grands noms du spectacle : il crée les premières incrustations de strass sur des chaussures de scène pour Mistinguett ; des décors de théâtre pour Landorf et Pierre Brasseur ; invente les décors en lumière projetée[réf. nécessaire]. Il travaillera pour Paul Poiret, dans la broderie pour les brodeurs Marcel, Riqueur et Willerme, dans le modélisme et cartonnage de luxe pour les parfumeries et chocolateries Pivert, Houbigan, Enzière, Rigaud, la Maison Flament et Devallon. Il sera un adepte de Raymond Duncan, apprendra la tapisserie, fera les illustrations en gravures pour de nombreuses éditions et revues, et conçoit des flaconnages pour les parfums Lanvin, Rigaud, Irsch et René Lalique.
En 1925, il obtient une médaille d’argent à l’Exposition internationale des Arts décoratifs de Paris, et en 1926, une médaille d’or à l’Exposition internationale Arts décoratifs de Madrid.
Il note dans ses écrits : « 1929 - Grand Prix pour la création de costumes pour les derniers Ballets russes à Paris » mais il n’existe aucune trace ni document à ce sujet. De même, sa poterie à Ponchon (Oise) a été pillée pendant la guerre par l'occupant allemand ; toutes ses œuvres, poteries, dessins et archives ont disparu.

### Le renouveau de l'art sacré en France
Pour comprendre les activités artistiques de Robert Barriot dans l’art sacré, et sa présence dans les expositions organisées à Paris, il faut se référer aux courants artistiques de l’époque. Un grand élan de créativité allait donner naissance à un art nouveau dans les années 1920-1930. Maurice Denis, fondateur des Ateliers d'art sacré, déclarait : « L’art religieux est l’aile marchante de l’art moderne : le renouveau de l’art religieux, dans les premières années du XXe siècle, n’était pas autre chose que les jeunes tendances en architecture, art décoratif, peinture et sculpture, appliquées à l’art sacré[réf. nécessaire] ».
Robert Barriot s’inscrira à la Société de Saint-Jean qui faisait appel à la créativité sans restriction, mais exigeait d’être chrétien. Depuis son origine, la Société de Saint-Jean regroupait des artistes, des esthètes, des amateurs d’art ou d’archéologie, et des ecclésiastiques.

### Les chantiers du Cardinal
L’art chrétien et les groupements d’artistes naissent et se renouvellent avec les grands mouvements de fond qui vont bouleverser l’église. À la fin des années 1920, le cardinal Verdier est nommé à l’archevêché de Paris. Il sera une figure populaire, mais également un ardent artisan de l’action catholique, et de l'art sacré missionnaire. Pour réaliser de ce projet, il créera l'Œuvre des chantiers du Cardinal. Sa mission était la construction d'églises dans Paris. Sous l’égide de Jean Verdier, les églises en construction allaient donner un essor à l’art sacré, en faisant appel aux artistes des ateliers d’art sacré pour la décoration. 
Robert Barriot est choisi par l’architecte Paul Tournon pour décorer la façade de l’église Notre-Dame-des-Missions dans l’Exposition coloniale de 1931.
Pour honorer cette commande, il loue une poterie à Allone. Il réalisera la façade en grès émaillé grand feu, représentant des motifs orientaux pour rappeler les pays de religion bouddhique. Cette réalisation monumentale est attribuée actuellement par erreur à Raymond Virac et Lorimi[réf. nécessaire]. 
Il réalisera également la statue de Notre-Dame-des-Missions en grès émaillé de 2,50 m, d’après les dessins de Roger de Villiers. Cette église fut démontée après l’Exposition coloniale, reconstruite à Épinay-sur-Seine, et classée par les monuments historiques en 1993.

#### Un chantier dans la tourmente de la guerre: l'église Sainte-Odile de Paris
En 1934, Jean Verdier confie à Edmond Loutil la construction d’une église, sur un terrain offert par la Ville de Paris, dans le 17e arrondissement. Le 24 mars 1935, il donne le premier coup de pioche. Jacques Barge, jeune architecte de 31 ans, a été choisi pour la réalisation de l’église dédiée à sainte Odile, patronne de l’Alsace.
En 1938, Loutil, plus connu sous son nom d’écrivain Pierre l’Ermite, confie à Robert Barriot la réalisation d’un retable pour le maître autel de son église en construction. Cette commande sera un tournant dans les orientations de Barriot et sa conception de l’émail.
Pierre l’Ermite savait qu’il était en présence d’un artiste, capable de lui offrir l’embellissement du maître-autel et lui donner toute sa magnificence. Leur rencontre scellera une amitié sans faille. Pierre l’Ermite le soutiendra lors de son expulsion de l’église en 1953, et l’aidera à se réinstaller dans le Berry.
En 1936, Barriot rencontre Michelle Houlle, jeune flûtiste qui deviendra sa femme. Leur vie se déroulera dans la passion pour l’art et dans le bonheur familial, avec la naissance de cinq enfants. Deux naîtront dans l’auditorium de l’église Sainte-Odile. Elle sera a ses côtés à chacune des cuissons, et sera son fidèle soutien dans les moments difficiles. 
Pierre l’Ermite installe les ateliers de Barriot dans la crypte de l’église, et sa famille dans l’auditorium situé au-dessus du porche. La crypte était un espace assez grand pour permettre le repoussage du cuivre sans nuisances sonores pour le voisinage. La conception d’un retable en cuivre repoussé émaillé représentait pour Robert Barriot un défi et une aventure.

#### Le défi: l’émaillage du retable de l'apocalypse selon la deuxième vision de saint Jean
Robert Barriot crée, en 1939, le retable de l’église Sainte-Odile de Paris. Il sera composé de sept panneaux de 317 × 70 cm, d’une seule pièce en cuivre repoussé et émaillé. Il réalise là ce qu’aucun artiste émailleur avant lui n’avait tenté ou imaginé.
Pour lui, la chimie des couleurs prédéterminées à l’avance n’a plus cours. Il conçoit et fabrique un émail pur, translucide, où les couleurs ne se créent qu’au feu à 1 000°, en réaction avec le cuivre, et où l’artiste intervient pour maîtriser et générer une chromatique unique. Obtenir des couleurs avec de l’émail est novateur, et risqué. 
Il écrira à Jacques Barge : « Je vous ai dit tout au début que je voulais bien tenter tous ces panneaux en une seule pièce. J’ai fait faire un four spécial. Il me faut maintenant, si je fais un minimum de quatre cuissons par panneau, tenter 28 cuissons identiques avec le même obstacle, le même tour de main et obtenir les mêmes résultats. Je ne crois pas qu’aucune tentative semblable ait été faite jusqu'à maintenant. C’est l’inconnu, l’audace ne me manque pas, mais je ne suis pas encore en pleine possession des éléments favorables et j’hésite. Une petite plaque passe encore, mais sept grands panneaux avec un relief semblable… oui j’hésite à tenter ma chance. Voila la véritable raison apportée au retard, d’autant que si je ratais une seule cuisson, ma vie matérielle serait gravement compromise, quoique vous m’avez assuré que vous ne me laisseriez pas tomber. »
Il fallut plus d’un an de repoussage du cuivre et 49 cuissons à 1 000°, pour achever cette création.
Aucun four n’existait pour émailler de telles dimensions. Robert Barriot a dû concevoir les plans d’un four de 3,50 × 1 m, alimenté à l’électricité. Il en confira la réalisation à l’ingénieur H. Druelle, en 1936. 
La seule référence précédente était l’émail de Pierre Courteys, émailleur du XVIe siècle, qui a réalisé neuf médaillons ovales en 1559. Ils sont constitués chacun de quatre plaques totalisant une hauteur de 1,65 m.

### En zone libre: 1940-1945. Au pays de contes et légendes du Berry. La résistance
Paris était occupé, le gros œuvre de l’église presque terminé, quand Pierre L’Ermite ferme le chantier, faute d’ouvriers. Robert Barriot, asthmatique, n'avait pas été mobilisé. Il choisit de partir en zone libre, à Argenton-sur-Creuse en 1940. Il avait fini le repoussage du cuivre. 
Avant de partir, pour éviter le pillage de ses œuvres d’art en place et la réquisition du cuivre, il avait caché ses panneaux dans le clocher, qui n’était pas terminé. Le retable mis à l’abri, il alla retrouver son Berry natal et entrer dans la résistance. Il utilisera ses talents artistiques pour fabriquer de faux papiers. 
Jusqu’à son retour à Paris, en 1945, il se consacre à peindre les paysages de la région. Il aimait reproduire au fusain et à la sanguine les gestes de la vie quotidienne, où paysans et ribaudes représentaient une France révolue. Attaché à sa province, terre de contes et de légendes, Robert Barriot les transcrira en incunables, accompagnés de gravures à la pointe sèche.
Pierre l’Ermite lui avait confié la réalisation d’un coq en cuivre repoussé,  pour le clocher de l’église Sainte-Odile. Il sera installé en pleine occupation : Pierre l’Ermite écrira, dans son livre Sainte Odile à Paris : « Un coq qui passe au nez et à la barbe des allemands… ». Le coq sera mitraillé à l’arrivée des armées du général Leclerc lors la Libération de Paris. Robert Barriot en réalisera un deuxième, surmonté de la croix de Lorraine.
En pleine occupation, Robert Barriot réalise La Danse macabre (1940-1945).

#### La Danse macabre
À l’origine, La Danse macabre est un élément de l'art du Moyen Âge, du XIVe au XVIe siècle. Par cette sarabande qui mêle morts et vivants, la Danse macabre souligne la vanité des distinctions sociales, dont se moque le destin. Cette forme d'expression est le résultat d'une prise de conscience et d'une réflexion sur la vie et la mort, dans les périodes où celle-ci est devenue plus présente et plus traumatisante, en particulier les guerres, et surtout la guerre de Cent Ans. Elle est souvent, dès le début, accompagnée par un instrument de musique. Cette caractéristique appartient au riche répertoire de la symbolique de la Mort, qui charme les hommes avec sa musique. L’instrument évoque le côté séducteur et le pouvoir d’enchantement de la musique.
Robert Barriot réalisa sa Danse macabre (6 × 1 m) pendant la guerre de 1940, en incluant au milieu de la fresque la domination allemande, le marché noir, le pillage, la souffrance des humbles, sous le regard complice de l’autorité militaire et religieuse. La scène est orchestrée par de grandes orgues, où la Mort joue sa partition. On retrouve, comme dans la majeure partie de son œuvre, sa perception du monde, avec une volonté d'humaniser le sacré et de sacraliser l’humain. La dernière scène représente un christ en croix, sans la couronne d’épines ; celle-ci est présente dans la frise et enserre l’ensemble de l’œuvre, elle lie les destinées. La mort tient une grille entr’ouverte : « Que votre volonté soit faite ».

### Retour à Paris

#### 1945-1953 - «Dans le clocher de Sainte-Odile vit un artiste du Moyen Âge»
« […] Si vous allez sur le chantier, vous trouverez le petit Robert Barriot tapant d’une main nerveuse sur les grandes plaques de cuivre rouge où s’inscrivent rugueusement les 24 vieillards de l’Apocalypse » — Pierre l’Ermite, Sainte Odile à Paris.
De retour du Berry en 1945 avec sa famille, augmentée de trois enfants, Robert Barriot regagna son clocher. Pierre l’Ermite terminait les embellissements de l'église et attendait l’émaillage du retable. La vie parisienne reprenait son cours, au gré des cuissons, des expositions et des écoles pour les enfants.
La vie artistique de Robert Barriot est indissociable de sa vie familiale. L’auditorium, unique pièce d’habitation et salle d’exposition de ses œuvres, représentait pour les visiteurs et les journalistes, le lieu idéal pour unir les émotions fortes : l’artiste, ses œuvres, sa famille et, dans la crypte, l’atelier.
De son atelier de la crypte, à l’abri des regards, sortiront jusqu’à son départ en 1953, ses grandes compositions émaillées, toutes aussi uniques.

#### Le Christ aux larrons(plaque unique en relief de2 × 0,80m) 1939-1946
Cette oeuvre étrange reprend l’image emblématique d’une religion. Et pourtant, la proximité des corps des deux larrons et celui de Jésus, enchevêtrés, fusionne le pur et l’impur. Un bras du supplicié s’est détaché, suggérant que le crucifié pendait pitoyablement. Une corde a été utilisée pour rattacher ce bras, et rendre de la dignité à l’horreur de l'exécution, geste humain, sensible, compassionnel, d’un inconnu. Celui qui interroge, questionne, entravé avec ce même cordage, n’est qu’un voleur, tourné vers le visage inanimé du prophète. Cette œuvre interpelle notre nature, nos démons, nos espérances. 
Olivier Roth écrit : « On sent dans toute l’œuvre de Robert Barriot, une volonté d’humaniser le sacré et de sacraliser l’humain[réf. nécessaire] ». Robert Barriot disait lui-même : « J’ai décoré un bordel, je l’ai fait avec autant d’intérêt qu’un chemin de croix[réf. nécessaire] ».

#### Exposition permanente dans l’auditorium de l’église Sainte-Odile à Paris
En 1953,  il sera expulsé de l’église avec sa famille par le nouveau curé, l’abbé Girod de l’Ain. Jusque là, l’auditorium aura été le lieu d’expositions permanentes des œuvres de Robert Barriot. 
L’église Sainte Odile est la seule église de Paris à avoir été un lieu de culte et un lieu d’exposition et de vie familiale pendant plus de dix ans. Robert Barriot obtiendra pendant ces années les plus prestigieuses récompenses. 
Il obtient une médaille d’or à l’Exposition universelle de 1937 à Paris, est nommé meilleur ouvrier de France en 1939, officier du Mérite artisanal en 1951, diplômé d’honneur à l’Exposition internationale de Florence[Quand ?]. En 1962, il est fait chevalier de l'ordre national du Mérite. 
Lors de l'exposition à l'Orangerie du Sénat à Paris en 2007, Andreù Vilasis commentera ainsi les œuvres exposées : « Les émaux de Robert Barriot sont et resteront la plus grande énigme de l’émaillage pour les émailleurs d’aujourd’hui. Aucun émailleur à l’heure actuelle n’est en mesure de reproduire le travail titanesque et unique de Robert Barriot. Aucune expertise n’a pu situer les œuvres dans les références existantes, aucun classement n’est possible, tant l’œuvre est atypique et dépasse toutes les réalisations depuis plus de 5 000 ans d’histoire de l’émail. »

### 1953-1970: retour en Berry
En 1953, Robert Barriot quitte l’église Sainte-Odile pour retourner dans son Berry natal. Il achète une propriété près de Chezal-Benoit dans le Cher. C'est une grande maison bourgeoise, avec des écuries où il pourra installer ses ateliers et remonter son four. Jusqu’à sa mort survenue en 1970, il continuera ses recherches sur l'alchimie de l’émail, avec des réalisations de plus en plus audacieuses.
Il obtient deux couleurs inclassables. Elles n’apparaissent qu’à la cuisson, dans un instant très particulier et fugitif. Il les nomma « bleu de cuivre » et « rouge de cuivre ». Elles avaient une importance capitale pour lui. Elles concrétisaient la maîtrise extrême que l’on peut avoir sur la matière, non par une chimie calculée reproductible, mais par la virtuosité et le savoir.
La Fade (plaque unique en relief de 80 × 80 cm), figurant une fée sauvageonne, d'un trait pur essentiel, de forme ronde, matrice, la terre, femme seule, sans mise en scène, est une expression où la douleur est présente, sans outrance, mais aussi la concentration indicible de cet effort primordial donnant la vie avec ce mouvement circulaire qui se perpétue, se transmet dans l’enfant en train de naître, s’exprime sans violence avec une extrême douceur et un profond respect.
Dès la réinstallation de son atelier, il transforme son four, en le faisant alimenter au propane, pour des raisons économiques. En 1954, il exécute, pour l’abbé Girod de l’Ain, le bas du retable. Il le complète avec l’émaillage de sept panneaux en cuivre repoussé de 80 × 80 cm, représentant les sept églises de la Bible.
En 1962, les frères Jan et Joël Martel, sculpteurs, lui confient, d’après leur dessin, la réalisation d’un ange musicien (Ange à la trompette) pour la cathédrale de Metz. Il le réalise en cuivre repoussé de 2,50 m de haut, qui sera doré à la feuille. Il honore des commandes pour des bâtiments publics, écoles, bibliothèques, banques, églises et pour des collectionneurs privés.
Travailleur infatigable, ses projets les plus fous ne seront pas réalisés. Il avait concu les plans d’églises entièrement décorées de fresques sur les façades, pour les missionnaires du Canada. Ce projet n'aboutira pas. Robert Barriot devait honorer, avant tout, l’importante commande du retable, tandis que la guerre approchait.
Joseph-Charles Lefèbvre, cardinal de Bourges, et Robert Barriot avaient espéré réaliser le projet le plus exaltant de toute l’histoire de l’émail : un chemin de croix en émail polychrome de 42 × 1,60 m, destiné à la crypte de la cathédrale Saint-Étienne de Bourges. Ils avaient essuyé le refus des monuments historiques. 
Joseph-Charles Lefèbvre obtint de l’architecte des monuments historiques de l’époque la réalisation d’un émail sur cuivre repoussé de sainte Jeanne de France, duchesse du Berry (2 × 0,80 m). Il sera inauguré  le 15 avril 1952, à la cathédrale Saint-Étienne de Bourges, à l'occasion de la canonisation de sainte Jeanne de France, en présence de Monseigneur Feltin, archevêque de Paris, et de Joseph-Charles Lefèbvre, cardinal de Bourges.
Toujours à la recherche de techniques nouvelles, Barriot se lance dans la réalisation de statues entièrement émaillées de 70 cm de haut. Il produira, à la fin de sa vie, des couleurs étonnantes, jusqu’aux couleurs délicates des irisés.
Dans ses cartons, dorment 20 siècles d’histoire du Berry, depuis les Bituriges jusqu’à nos jours. Les illustrations de ce récit devaient être réalisée en incunables. Elles devaient être vendues pour financer la réalisation d’un émail polychrome de 60 × 1 m. Le projet lui tenait à cœur, il n’aura pas le temps de concrétiser.
À la fin de sa vie, un de ses plus grands regrets était de n’avoir pu réaliser son chemin de croix.
Il meurt le 1er juillet 1970. Il gardait auprès de lui les œuvres dont il refusait de se séparer. Elles représentent, à ce jour, la plus importante collection d’émaux contemporains : plus de 200 émaux polychromes et sur cuivre repoussé. Elle révèle son insatiable envie de créer dans les domaines les plus divers : les arts décoratifs, la céramique, l’aquarelle, l’enluminure sur parchemin, la gravure, les incunables, fusains et sanguines, décors de théâtre, fresquiste, la mode, la dinanderie, etc.
Il est considéré comme « le plus grand émailleur de tous les temps ». Ses grands émaux sur cuivre repoussé sont de dimensions exceptionnelles (plus de 3 m de haut d’un seul tenant). À ce jour, les plus grands émaux, en dehors des siens, sont ceux de Pierre Courteys (1559) au musée national de la Renaissance d'Écouen. Il a révolutionné son art. 
Dans son ouvrage, Maurice Croze cite Andreù Vilasis (émailleur, ex-professeur de l’École des arts appliqués de Barcelone, expert et critique d’art international) sur celui qu'il considère comme « Le Pape de l'émail » : « Robert Barriot est comme émailleur, un géant de l’émail. Comme artiste, c’est un homme de la Renaissance. C’est un artiste complet, exécutant et dominateur de plusieurs disciplines de l’Art. Même avec les techniques actuelles, nul artiste de notre époque, je peux le dire franchement, n’est capable de réaliser l’œuvre monumentale de Robert Barriot. ». 

## Récompenses et distinctions
- 1925 : médaille d'argent à l'Exposition internationale de Paris.
- 1926 : médaille d'or à l'Exposition des Arts décoratifs de Madrid.
- 1937 : médaille d'or à l'Exposition internationale de Paris.
- 1939 : médaille d'argent d la chambre de commerce de l'Oise.
- 1939 : meilleur ouvrier de France (émailleur).
- 1947 : médaille de bronze des Arts-Sciences-Lettres.
- 1948 : médaille de bronze de la Société centrale des architectes. Fondation Sédille.
- 1949 : Exposition du Travail, diplômé et membre du jury.
- 1951 : diplôme d'honneur à l'Exposition internationale de Florence.
- 1952 : officier du Mérite artisanal.
- 1952 : médaille hors-concours de la chambre des métiers de la Seine.
- 1953 : médaille d'argent des Arts-Sciences-Lettres.
- 1962 :  Chevalier de l'ordre national du Mérite.
- 1968 : prix de l'Année à l'exposition du musée d'Art moderne de Paris
- 1969 : hors-concours à l'exposition du musée d'Art moderne de Paris.

## Expositions
- 1945-1953 : exposition permanente dans l'auditorium de l'église Sainte-Odile de Paris.
- 1955-1970 : exposition permanente au château de la Bruyère à Chezal-Benoît.
- 1972 : chapelle des Pénitents Blancs, Vence.
- 1993 : château-mairie de Tourrettes-sur-Loup, 12e Rencontre des arts, iInvité d’honneur.
- 1994 : 2e Rencontres internationales de l’émail de Morez, invité d’honneur.
- 1995 : musée municipal de l'Émail contemporain à Salou-Tarragone, Espagne.
- 1998-1999 : célébration du centenaire de la naissance de Robert Barriot à l'abbaye de Noirlac.
- 2008 : Centre universitaire de Nice, Le mois de l’Art sacré.
- 2008 : orangerie du Sénat à Paris[6].
- 2009/2010 : musée Rétif à Vence[11].

## Journées européennes du patrimoine
- 1998 : abbaye de Noirlac.
- 2003 : église Sainte Odile, Paris.
- 2004 : Association Robert Barriot, Vence.
- 2009 : musée Rétif, Vence.